# Bulgan (ciudad)
 Bulgan  (en cirílico mongol Булган) es una localidad mongola capital de la provincia homónima. 
Localizada en la parte oeste del país, tiene un aeropuerto con vuelos regulares a Ulán Bator.

## Demografía
Según estimación 2010 contaba con una población de 18.494 habitantes.